# Mitrella ocellata
Mitrella ocellata är en snäckart som först beskrevs av Gmelin 1791.  Mitrella ocellata ingår i släktet Mitrella och familjen Columbellidae. Inga underarter finns listade i Catalogue of Life.